# Croix de Gisèle de Hongrie

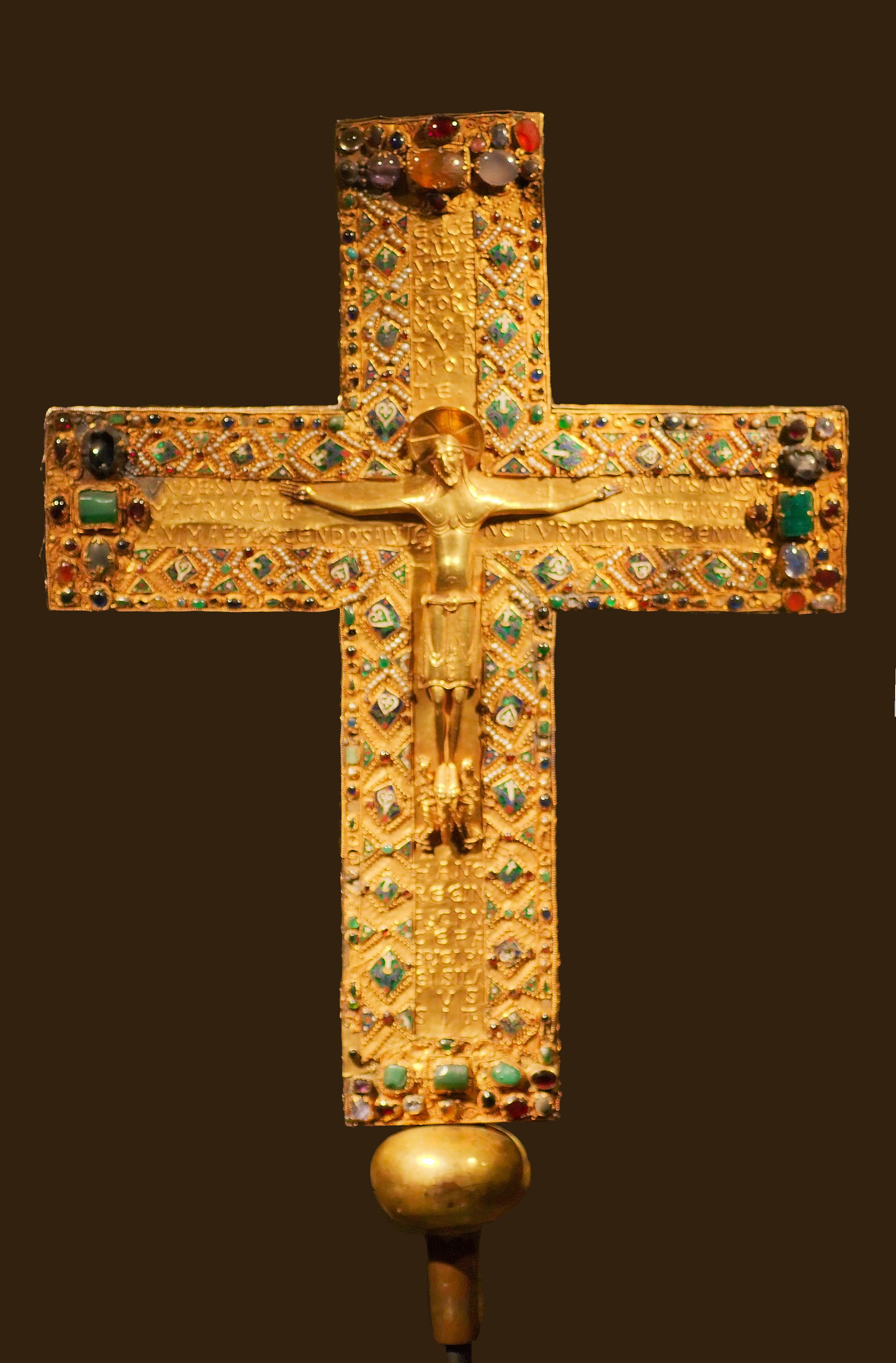
Croix de Gisèle.

La Croix de Gisèle de Hongrie est un crucifix en or réalisée sur la commande de Gisèle de Hongrie à la mémoire de sa mère Gisèle de Bourgogne (morte en 1006 ou en 1007), pour le Niedermünster de Ratisbonne. Il s'agit d'une des plus belles réalisations de l'art ottonien.

## Description
La croix mesure 44,5 cm de haut sur 32 cm de large. Elle est faite de bois de chêne recouvert d'or et de pierres précieuses. La figure du Crucifié est d'or fondu. Gisèle couronnée et sa mère sont représentées au pied de la croix. Les bords sont décorés d'une large bande de perles, de pierres précieuses, et de travail d'émaux. Une petite inscription indique qu'il s'agit d'une croix mémorielle commandée par Gisèle. La face arrière de la croix est pareillement décorée d'émaux et de pierres précieuses et des quatre symboles des Évangélistes. Deux cents pièces d'émail environ ornent la croix des deux côtés. Il est possible que la croix servait de croix pectorale.
Elle a été réalisée en 1006-1007 au Niedermünster de Ratisbonne, lieu de sépulture de Gisèle de Bourgogne.
Elle se trouve aujourd'hui à la salle du trésor de la résidence de Munich.

## Source
- (de) Cet article est partiellement ou en totalité issu de l’article de Wikipédia en allemand intitulé « Giselakreuz » (voir la liste des auteurs).